# Carlo Ferrari
Carlo Ferrari (fl. XX secolo) è stato un calciatore italiano, di ruolo difensore.
È conosciuto anche come Ferrari I per distinguerlo dal fratello Giuseppe, anch'egli calciatore del Genoa.

## Carriera
Cresciuto nel Genoa, esordì in rossoblu il 15 novembre 1914 nella vittoria esterna per 6-0 contro il Savona, incontro in cui dovette sostituire l'assente Renzo De Vecchi.
Successivo incontro disputato fu quello del 7 marzo 1915, nella sconfitta esterna per due a uno contro il Casale.
Grazie a queste due presenze, poté fregiarsi del suo unico scudetto vinto, benché il titolo venisse assegnato solo al termine del primo conflitto mondiale che aveva causato l'interruzione del campionato.
Dopo aver partecipato durante la guerra alla Coppa Federale tra le file del Grifone, nel 1918 passò alla Juventus Roma.
Tornò al Genoa nel 1920 dove chiuse la carriera agonistica al termine della stagione 1919-1920, chiusa al terzo ed ultimo posto della classifica finale del Torneo Maggiore.

## Palmarès

### Club

#### Competizioni nazionali
- Campionato italiano: 1

Genoa: 1914-1915